# Alice of Hudson Bay
Alice of Hudson Bay è un cortometraggio muto del 1915 diretto da Charles Bartlett.

## Produzione
Il film fu prodotto dall'American Film Manufacturing Company.

## Distribuzione
Distribuito dalla Mutual Film, il film - un cortometraggio in due bobine - uscì nelle sale cinematografiche degli Stati Uniti il 6 novembre 1915.